# Prémio Ève Delacroix
O Prémio Ève Delacroix é um prémio literário anual da Academia francesa, criada em 1977, que recompensa o autor de uma obra (ensaio ou romance) tendo em conta as suas responsabilidades enquanto escritor e o senso de dignidade do Homem.

## Prémios atribuídos
- 2016 Gilles Thomas, Les catacombes. Histoire du Paris souterrain
- 2014 Marcel Cohen, Sur la scène intérieure
- 2013 Michèle Audin, Une vie brève
- 2012 Ali Magoudi, Un sujet français et Gang Peng, Artiste du peuple
- 2011 Olivia Rosenthal,  Que font les rennes après Noël? (Verticales)
- 2011 Michel Meulders,   William James (Hermann)
- 2010 Eugène Green, La bataille de Roncevaux (Gallimard)
- 2010 Etienne de Montety,  L'article de la mort (Gallimard)
- 2009 Stéphane Hoffmann, Des garçons qui tremblent (Albin Michel)
- 2009 Arnaud Teyssier Charles Péguy (Perrin)
- 2008 Sara Yalda Regard persan (Grasset)
- 2007 Jacqueline Risset Traduction et mémoire poétique: Dante, Scève, Rimbaud, Proust (Hermann)
- 2007 Eugène Ebodé Silikani (Gallimard)
- 2006 Jean-Paul Sermain Le conte de fées: Du classicisme aux Lumières (Desjonquères)
- 2005 Roger Kempf L'indiscrétion des frères Goncourt (Grasset)
- 2004 Jacqueline Duchêne Place Royale (Jean-Claude Lattès)